# Меридіан (акупунктура)

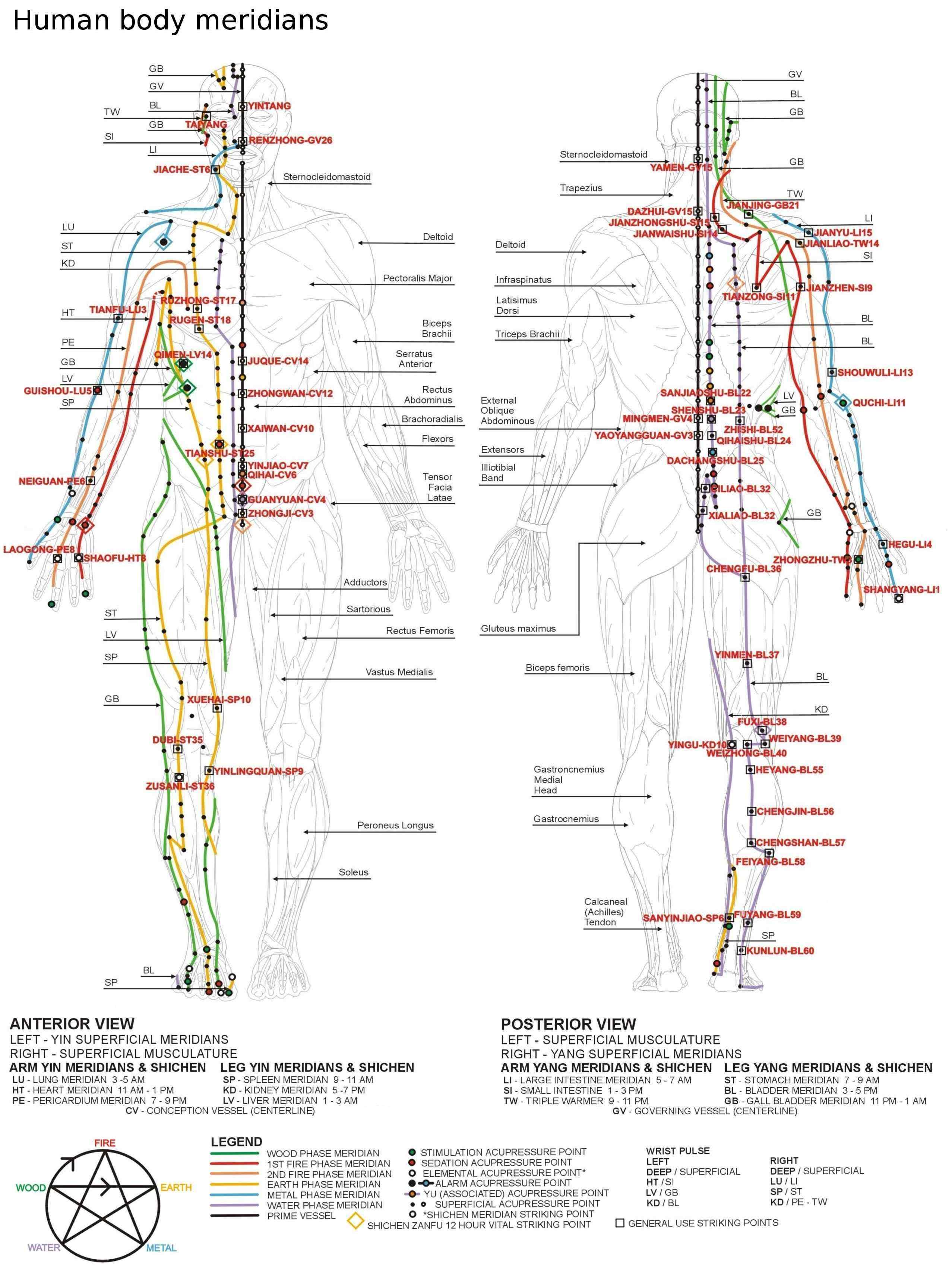
Розміщення меридіанів на тілі людини

Меридіан (інколи, канал) — складний, імовірно уявний канал або «чарівна судина» тіла людини, по якій постійно рухається особливий вид субстанції всесвіту (енергія Ці).
Меридіан або Цзінь-ло (кит.: 经络 — меридіан; або Цзінь-Ло-Май (кит.: 经络脉)) є одним із базових понять у традиційній китайській медицині (ТКМ), тісно сплітаючись з принципами Їнь-Ян та У-сін, вченням про енергію Ці, є основою при застосуванні таких методів лікування як акупресура та акупунктура.
Згідно вчення, є 12 стандартних парних меридіанів, 2 додаткових не парних, та 8 «Чарівних меридіанів» (ЧМ).

## Базові принципи
Є 12 стандартних меридіанів (симетричні та парні), 2 додаткових не парних та чарівні меридіани або канали. Вони мають структурні елементи: початок та закінчення, пункти або точки, напрямок руху, внутрішні і/або зовнішні ходи, та «прив'язані» до певних органів тіла люди. При чому,  «орган» має значення не анатомічної структури, а анатомофізологічної чи анатомофункціональної, що є неприйнятним для західної медицини. 
Також є поза меридіанні точки (наприклад, на зовнішньому вусі) та "дрібніші" внутрішні канали.
Є 8 чарівних меридіанів: чотири зовнішніх (Ян) і чотири внутрішніх (Їнь). Згідно із поглядами традиційної китайської медицини, «чарівні судини»-меридіани мають свої пункти—керівники.
Два базових ЧМ — це передній і задній серединні невідповідні меридіани, лише з підключенням по одному додатковому пункту. Дещо складнішим є уявлення про ще шість ЧМ, з огляду на те, що вони не мають власних точок, а включають пункти класичних (стандартних) меридіанів.
При аналізі ходу «чарівних судин» найбільш ймовірним виявляється, мабуть, те, що народні лікарі «залучили» їх для пояснення тих правил, в основу яких лягли всі ті ж «п'ять першоелементів». Іншими словами, як може один меридіан через кілька ланок у класичному ланцюгу діяти на інший? Варто було припустити, що через певні додаткові зв'язки відбувається передача енергії Чі від одного меридіана до іншого, оминаючи довгий ланцюжок, що складається з 12 стандартних меридіанів.
Окрім того, через «вторинні судини» вони тісно пов'язані з системами основних меридіанів; задній серединний з 6-а янськими, а передній серединний — з 6-а їньськими. У зв'язку з цим зазвичай трактується, що передній серединний меридіан відноситься до системи Їнь, а задній серединний — до системи Ян.
Характерно, що два серединні ЧМ найчастіше використовуються у практичній акупунктурі в порівнянні із іншими ЧМ.[джерело?] Принцип їх використання простий: задній серединний меридіан частіше поєднується з янськими меридіанами, тоді як передній серединний — з їньськими. Пункти на цих меридіанах мають переважно місцево-сегментарний вплив, за винятком лише деяких (бай-хуей XIII.20; да-чжуй XIII.14; хв-мень XIII.4; цзю—вей XIV.18 та інші), володіють також загальною дією.
Одиниця виміру відстаней на тілі пацієнта — цунь.
Будова меридіану — це уявний канал, має початок і закінчення. Канал може бути зовнішній або/і внутрішній. За рухом каналу розташовані пункти або точки, які нумерують арабськими цифрами по зростанню до наближення закінчення каналу.
Номенклатурно, щоб розрізняти першу точку меридіану легень і першу точку меридіану печінки, перед/або після номера пункту вказують цифровий (римські) або буквовий орієнтир відповідного меридіану, наприклад:
- 1I, P1 чи P.1(фр.), LU1(нім.)(англ.) — перша точка меридіану легень (буквові скорочені позначення одного і того ж меридіану відрізняються залежно від мови).
- 1XII, F1 чи F.1 — перша точка меридіану печінки

## Меридіани
Першим меридіаном у ТКМ вважають легеневий, адже життєвий цикл людини починається та далі базується на диханні повітрям — одному з основних джерел «енергії».
| З/П | Назва меридіану                                      | Найактивніший (впродовж доби, 24 год) | Мінімально активний (впродовж доби, 24 год) | «Рука/ Нога» | Їнь та Ян | Напрям       | У-сін       |
| --- | ---------------------------------------------------- | ------------------------------------- | ------------------------------------------- | ------------ | --------- | ------------ | ----------- |
| 1   | Меридіан легень (I)                                  | 3.00-5.00                             | 15.00-17.00                                 | Рука         | Їнь       | 60°          | Метал (金)  |
| 2   | Меридіан товстої кишки (II)                          | 5.00-7.00                             | 17.00-19.00                                 | Рука         | Ян        | 90° Схід     | Метал (金)  |
| 3   | Меридіан шлунку (III)                                | 7.00-9.00                             | 19.00-21.00                                 | Нога         | Ян        | 120°         | Земля (土)  |
| 4   | Меридіан селезінки-підшлункової залози (IV)          | 9.00-11.00                            | 21.00-23.00                                 | Нога         | Їнь       | 150°         | Земля (土)  |
| 5   | Меридіан серця (V)                                   | 11.00-13.00                           | 23.00-01.00                                 | Рука         | Їнь       | 180° Південь | Вогонь (火) |
| 6   | Меридіан тонкої кишки (VI)                           | 13.00-15.00                           | 01.00-03.00                                 | Рука         | Ян        | 210°         | Вогонь (火) |
| 7   | Меридіан сечового міхура (VII)                       | 15.00-17.00                           | 03.00-5.00                                  | Нога         | Ян        | 240°         | Вода (水)   |
| 8   | Меридіан нирок (VIII)                                | 17.00-19.00                           | 05.00-7.00                                  | Нога         | Їнь       | 270° Захід   | Вода (水)   |
| 9   | Меридіан перикарда (IX)                              | 19.00-21.00                           | 07.00-09.00                                 | Рука         | Їнь       | 300°         | Вогонь (火) |
| 10  | Меридіан трьох частин тулуба (X) (Трьох обігрівачів) | 21.00-23.00                           | 09.00-11.00                                 | Рука         | Ян        | 330°         | Вогонь (火) |
| 11  | Меридіан жовчного міхура (XI)                        | 23.00-1.00                            | 11.00-13.00                                 | Нога         | Ян        | 0° Північ    | Дерево (木) |
| 12  | Меридіан печінки (XII)                               | 1.00-3.00                             | 13.00-15.00                                 | Нога         | Їнь       | 30°          | Дерево (木) |

Додаткові:
- Задньосерединний меридіан XIII
- Передньосерединний меридіан XIV

### Чарівні меридіани
Чарівні або надзвичайні меридіани:
- Зовнішні:
  1. I Задньосерединний меридіан + пункт хоу-сі, Ду-май, «вмістилище» (керівник) усіх Ян-меридіанів, накопичує енергію від 6 стандартних меридіанів Ян.
  2. II Зовнішній п'ятковий меридіан, Ян-Цяо-май.
  3. III Зовнішній підтримувальний меридіан, Ян-вей-май, «зберігач Ян-меридіанів».
  4. IV Зовнішній оперізувальний меридіан, Дай-май, «посудина пояса».
- Внутрішні:
  1. V Передньосерединний меридіан+пункт лє-цюе, Рьон-май, «зачаття» Їнь-меридіанів, накопичує енергію від 6 стандартних меридіанів Їнь.
  2. VI Внутрішній п'ятковий меридіан, Їнь-Цяо-май, «прискорювач» Їнь-меридіанів
  3. VII Внутрішній підтримувальний меридіан, Їнь-вей-май, «зберігач» Їнь — меридіанів.
  4. VIII Внутрішній підіймальний меридіан, Чунь-май (Чжен-май), «вмістилище» 12 меридіанів.

У традиційному поданні ЧМ являють собою наче ритмічні накопичувачі енергії. При введенні голки у пункти—управителі вдається вивільнити цю енергію, після чого її можна «спрямувати» в необхідний канал для «поглинання» його акупунктурними точками.
Виходячи з цього, найчастіше ключові точки, китайські цілителі використовують перед початком сеансу акупунктури (вивільняють енергію), після чого проводять основне лікування (сеанс), «направляють енергію» до необхідних меридіанів.[джерело?]

## Науковий погляд на теорію меридіанів
Вчені не знайшли доказів їх існування. Історик медицини в Китаю Пол У. Уншульд додає, що "ніде в китайській медичній теорії не має жодних доказів існування концепції «енергії» — ні в чисто фізичному, ні навіть у більш розмовному сенсі».
Деякі прихильники традиційної китайської медицини вважають, що меридіани функціонують як електричні канали, ґрунтуючись на спостереженнях про те, що електричний опір струму через меридіани нижчий, ніж в інших частинах тіла. Огляд досліджень 2008 року виявив, що дослідження були низької якості і не могли підтвердити твердження.
Деякі прихильники примо-судинної системи припускають, що передбачувані примо-судини, дуже тонкі (менше 30 мкм завширшки) канали, виявлені у багатьох ссавців, можуть бути фактором, що пояснює деякі з запропонованих ефектів системи меридіанів.
За словами Стівена Новелли, невролога, який бере участь у скептичному русі, «не має жодних доказів того, що меридіани насправді існують. Ризикую, що це здасться зайвим, але вони такі ж створені та вигадані, як ефір, флогістон, біґфут та єдинороги».
Національна рада проти шахрайства у сфері охорони здоров’я дійшла висновку, що «меридіани є уявними; їх розташування не пов'язане з внутрішніми органами, а отже, не має відношення до анатомії людини». Хоч ВООЗ і має офіційний перелік приблизно сорока станів, при яких акупунктура ефективна, агентство не знайшло науково обґрунтованих робіт з сильною доказовою базою досліджень, які б це підтверджували однозначно.